# IC 4870
IC 4870 — галактика типу IBm/P () у сузір'ї Павич.
Цей об'єкт міститься в оригінальній редакції індексного каталогу.